# Lycée Pierre-de-Fermat
Le lycée Pierre-de-Fermat est un établissement d'enseignement secondaire et supérieur, situé parvis des Jacobins à Toulouse à proximité immédiate de la place du Capitole ; il occupe un espace considérable dans le centre-ville dont l'hôtel de Bernuy. Il est attenant au cloître et à l'église des Jacobins.
Le lycée compte à la rentrée 2021 9 classes de secondes, de premières et de terminales d'en moyenne 30 élèves  pour un total d'un peu plus de 1 800 élèves dont 950 étudiants en classes préparatoires aux grandes écoles (CPGE). C’est l’une des prépas françaises les plus prestigieuses : en 2022, elle était classée deuxième en PSI/PSI* et sixième en prépa littéraire A/L, en 2024, elle était classée première en MPI/MPI* au classement de l'étudiant. C'est également une des trois seules prépas françaises à proposer un cursus de classes préparatoires à l'École des chartes de section A avec le Lycée Henri-IV à Paris et le Lycée Fustel-de-Coulanges à Strasbourg.

## Histoire
Le lycée toulousain fut fondé en 1806 lors de la création des lycées impériaux par Napoléon Bonaparte, mais il succédait à des établissements d'enseignement bien antérieurs à cette époque.

### Période moderne
En 1566, trois anciens capitouls, Pierre Delpech, Pierre de Madron et Jean de Gamoy, achètent à Antoine de Clary l'hôtel de Bernuy, construit au début du XVIe siècle par le marchand et capitoul Jean de Bernuy. En échange de la vente des bâtiments des collèges de Verdales et de Montlezun, fermés après l'édit de Nantes de 1551, et de l'ancien couvent des Augustines, ils le cèdent à la municipalité toulousaine, dans le but d'y accueillir un collège confié aux Jésuites. Ceux-ci avaient dû quitter Pamiers en 1563, chassés par les protestants, et étaient logés dans l'ancien couvent des Augustines. Ils s'installent dans l'hôtel de Bernuy le 6 septembre 1566 et ouvrent le collège le 20 juin 1567.
Les Jésuites engagent des travaux d'agrandissement et font élever leur chapelle dans la basse-cour de l'ancien hôtel. Terminée en 1575, elle est consacrée par l'évêque d'Albi. En 1605, les capitouls font construire le grand portail du collège, décoré de leurs blasons, du blason royal et du monogramme de Jésus, qui ouvre sur la rue des Jacobins, aussi appelée rue des Jésuites (actuelle rue Lakanal). En 1648 est construite une longue galerie pour la bibliothèque du collège. En 1683, les capitouls font construire une nouvelle classe de théologie et le portail de la chapelle.
Le collège des Jésuites compte alors jusqu'à 1 200 élèves. Il possède un internat et assure la gratuité des études. L'enseignement y est surtout littéraire.
L'expulsion des Jésuites, le 6 août 1762, transforme l'établissement en Collège royal : le 26 mars 1763, les collèges jésuites en France sont fermés. Le 17 novembre 1764, le collège de Toulouse est agrégé à l'université. Sous l'impulsion de l'archevêque de la ville, Etienne-Charles Loménie de Brienne, le collège se modernise et s'ouvre aux sciences. La bibliothèque de la ville est également créée par ses soins dans les murs du collège royal, à partir du fonds des Jésuites, tandis qu'est élevée la cour de l'Hémicycle, dans le style néoclassique.
Le lycée possède toujours des livres et des équipements de ces époques, qui sont conservés soit dans le CDI du lycée, soit exposé dans les couloirs.

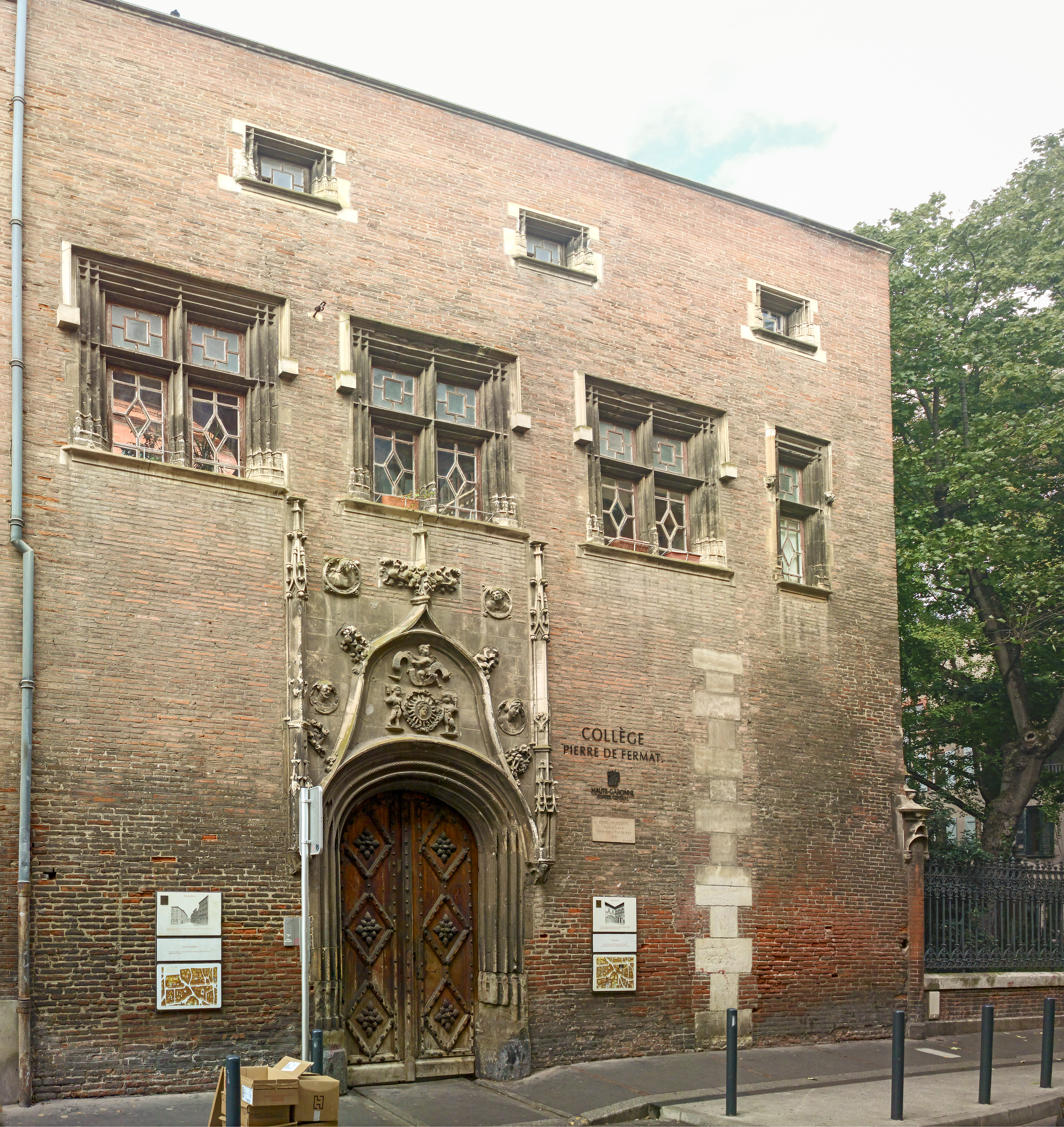
Façade de l'hôtel de Bernuy sur la rue Léon-Gambetta, entrée administrative de l'actuel collège Pierre-de-Fermat (ancien collège des Jésuites).
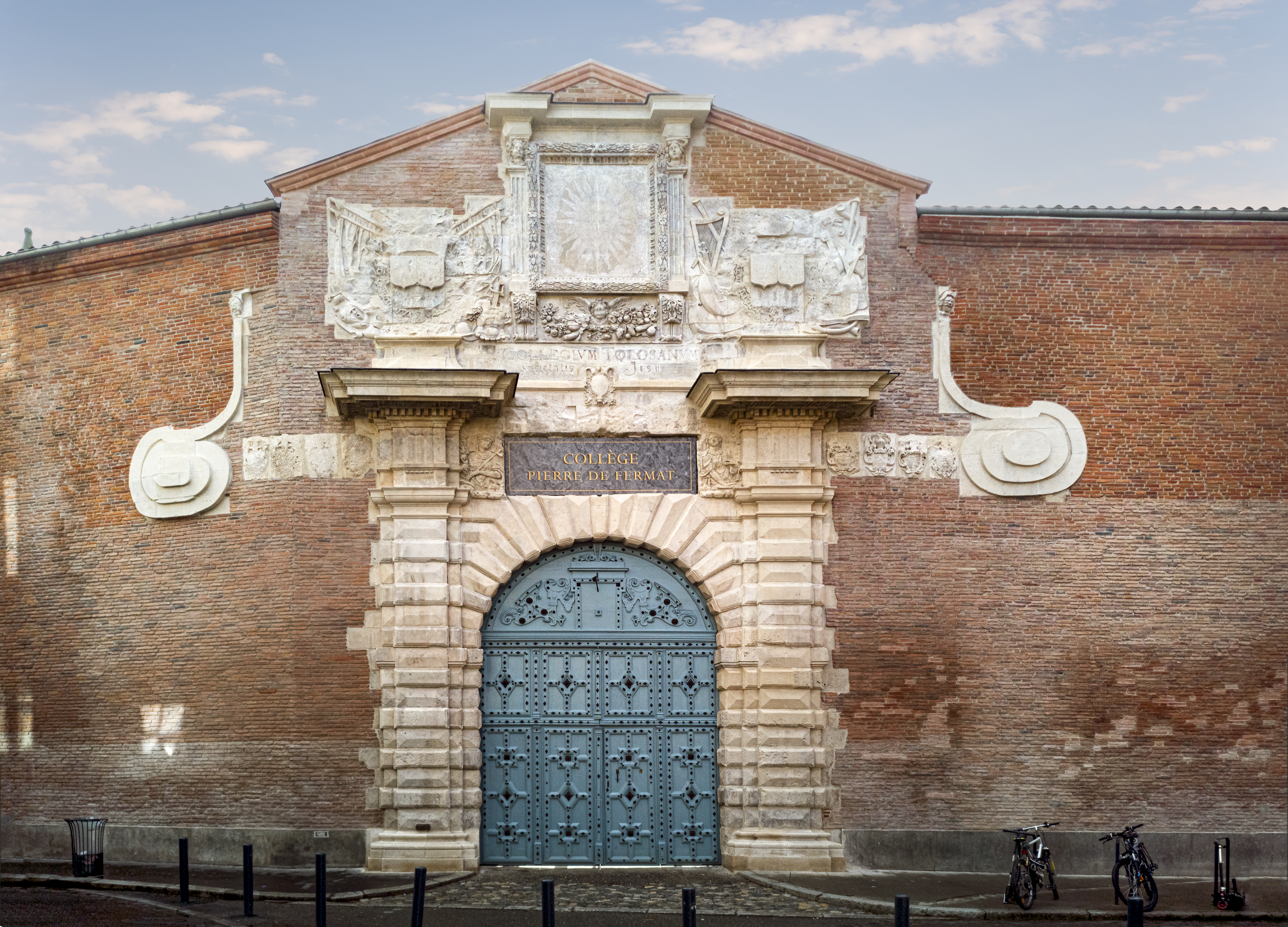
Grand portail d'honneur de l'ancien collège des Jésuites, entrée des élèves de l'actuel collège Pierre-de-Fermat.
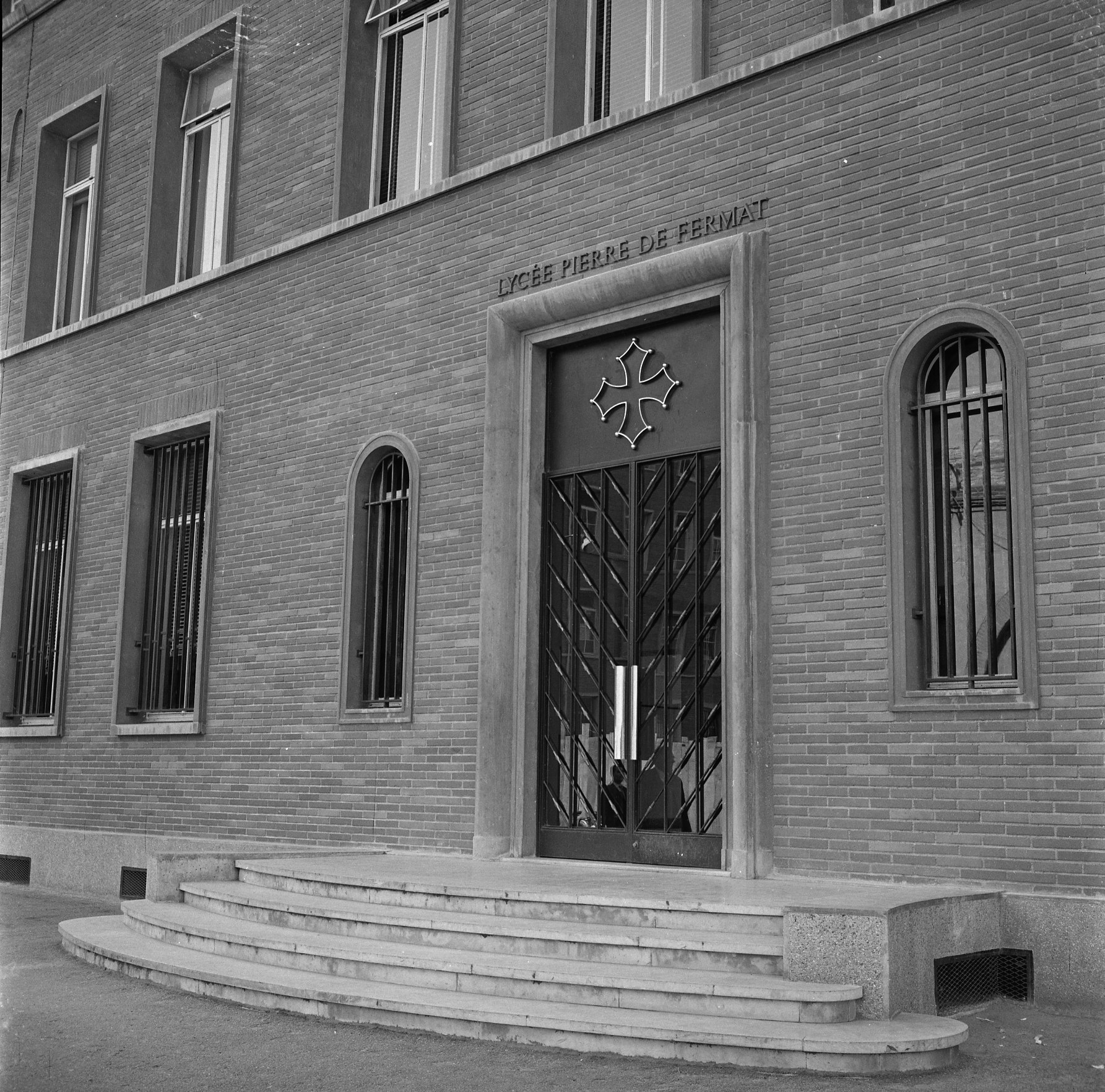
Croix occitane au-dessus d'une des entrées du Lycée, en 1964.

### XIXesiècle
À la Révolution française, le collège royal subit les vicissitudes de son époque : sur le grand portail du collège, rebaptisé Collège national en 1789, les blasons des capitouls et du roi sont martelés. Les bâtiments du collège accueille en 1790 la Société des amis de la Constitution, et en 1800, la Salle des Droits de l'Homme. Le collège conserve cependant une bonne partie de son corps enseignant et fonctionne sur un mode provisoire. En 1795, il est réorganisé en École centrale du département de Haute-Garonne, époque marquée par une très grande liberté sur les plans de la pédagogie et de la discipline.
En 1802, sur l'impulsion du consul Napoléon Bonaparte, la loi du 11 floréal an X établit des lycées dans les préfectures de chaque département. Après de nombreuses difficultés matérielles, le Lycée impérial de Toulouse est véritablement fondé en 1806. La discipline revient en force, et s'accompagne d'exercices militaires. Avec la Restauration, le lycée devient Collège royal et connaît plusieurs proviseurs ecclésiastiques. Les effectifs du lycée, durant ces premières années, restent faibles, avec moins de 600 élèves, parfois seulement 300. Le lycée se trouve pourtant bien à l’étroit, car il doit partager les bâtiments du vieil hôtel de Bernuy avec d'autres institutions : le Cabinet d'histoire naturelle (actuel Muséum du Jardin des Plantes), la Faculté des Sciences de l'université et la bibliothèque de la ville.
Les effectifs progressent fortement à partir de la décennie 1860 et les bâtiments sont considérablement étendus , tandis que le Cabinet des sciences s'installe au Muséum en 1865 et la Faculté des sciences sur le site des allées Jules-Guesde. Des travaux successifs d'agrandissement s'engagent : en 1868, le bâtiment le long de la rue Léon-Gambetta est réaligné, sur les plans de l'architecte Henri Bach. En 1872, le lycée récupère les bâtiments du couvent des Jacobins, occupés depuis 1808 par l'armée, qui y avait installé une caserne de cavalerie. Le cloître sert de cour pour les élèves, tandis que les classes sont installées dans le bâtiment à l'ouest du cloître, construite en 1772, et dont la rampe de fer forgé du grand escalier fut réalisée en 1773. Entre 1885 et 1889, des travaux de restauration sont réalisés par l'architecte Anatole de Baudot, qui restitue la galerie de bois du deuxième étage de la cour d'entrée qui datait de 1530.

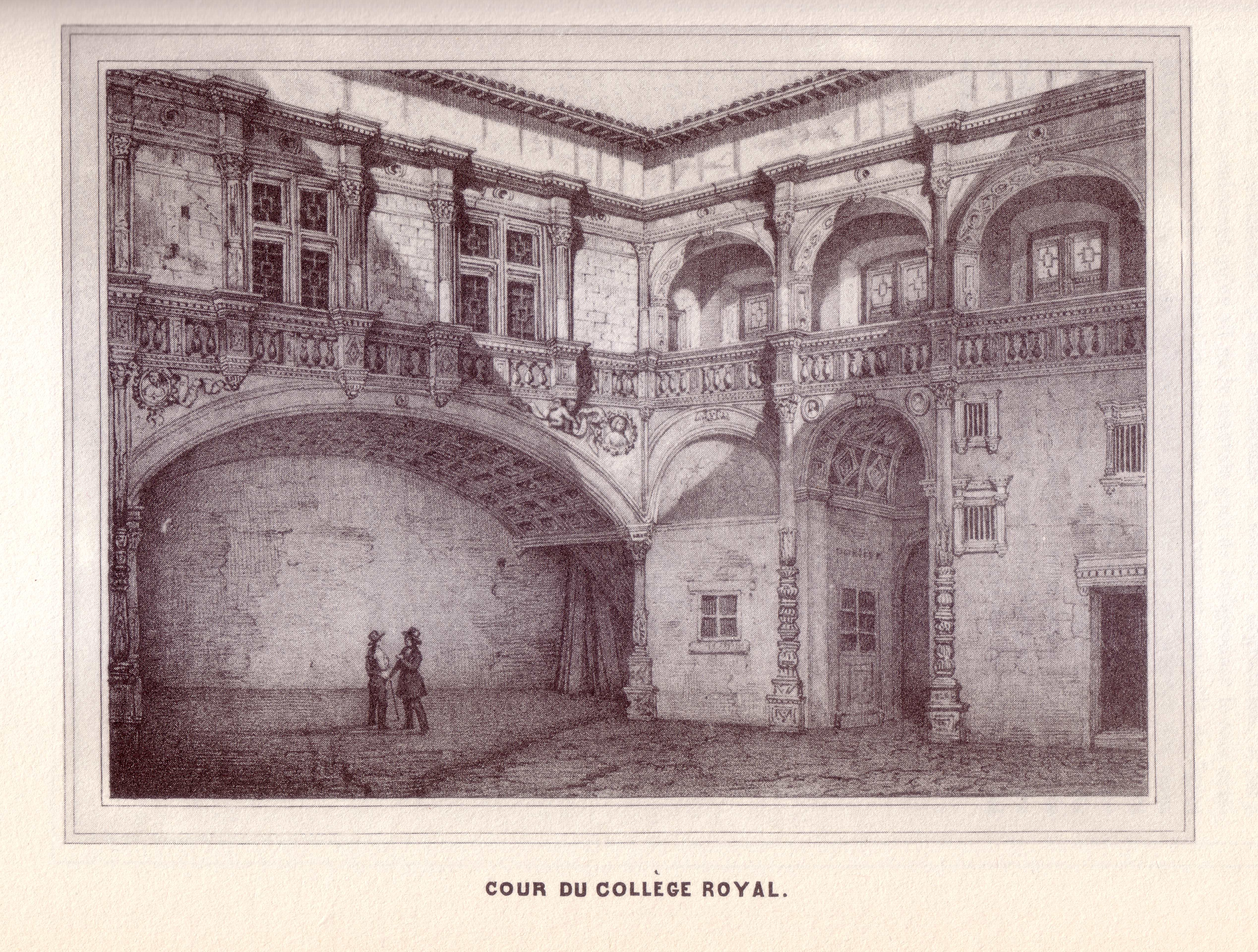
Lycéens dans la cour de l'hôtel de Bernuy (lithographie de J.M. Cayla, Toulouse monumentale et pittoresque, milieu du XIXe siècle).

### L’Occupation

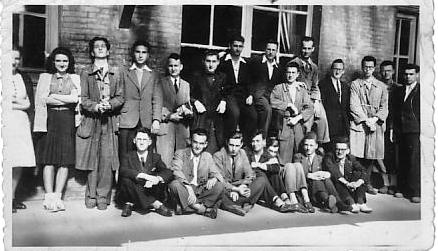
La taupe en 1943.

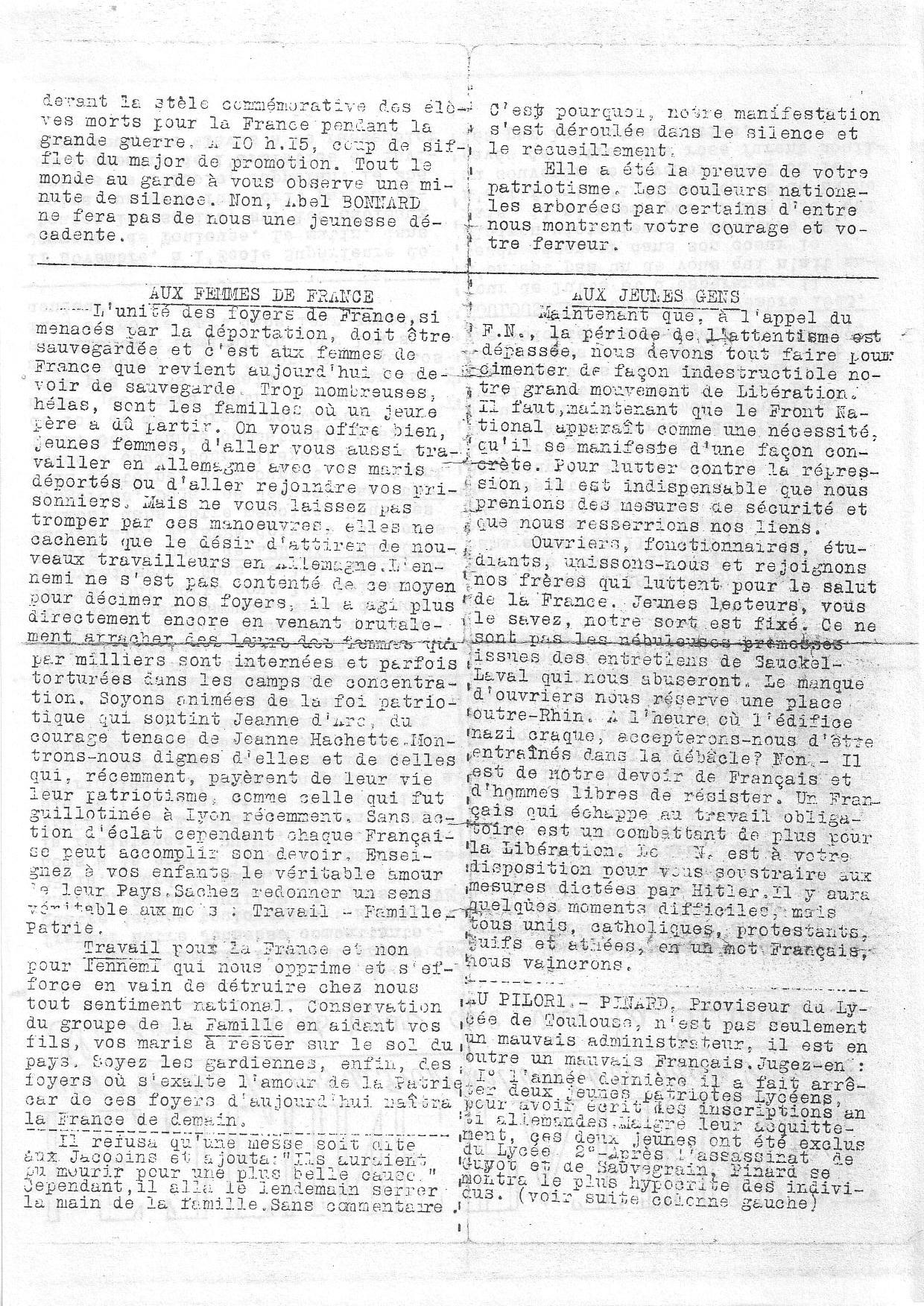
Tract du Front national.

Pendant la Seconde Guerre mondiale, le lycée est une pépinière de résistants. Plusieurs professeurs sont des responsables importants de la résistance toulousaine[réf. nécessaire] : Paul Debauges, dit « Ducarre » dans la Résistance, professeur de mathématiques, Raymond Badiou, maire de Toulouse à la libération, Henri Docquiert, secrétaire de Raymond Naves, chef de l’organisation militaire dans la région et Jean-Pierre Vernant, chef départemental des FFI. Les élèves n’étaient pas en reste. Durant l’été 1942, un groupe d’élèves de Troisième et de Seconde organise des distributions de tracts. Repérés par le proviseur du lycée, M. Pinard, ils sont arrêtés, condamnés à quelques jours de prison et renvoyés du lycée.
L’année suivante, des étudiants toulousains s’engagent dans la résistance. Parmi eux Marcel de Roquemaurel, Bernard Sevestre et Jean Brusson, élèves en prépa navale ; Jean Brugidou, Jacques Sauvegrain et Edmond Guyaux, élèves en prépa scientifique... Marcel de Roquemaurel, Bernard Sevestre, Jean Brusson, Jacques Sauvegrain et Edmond Guyaux rejoignent en 1943 ce qui va devenir le maquis Bir-Hakeim, aux côtés de réfractaires, ouvriers ou facteur, puis plus tard de combattants républicains espagnols, antifascistes allemands. Un premier camp d’entraînement, commandé par un lieutenant de chasseurs, Christian de Roquemaurel, frère de Marcel de Roquemaurel, est installé en juin 1943 à Lestibie, dans l'Aveyron, puis transféré fin août 1943 à Douch, dans l’Hérault. L’existence du camp est révélée aux Allemands, malgré son implantation isolée, et le 10 septembre 1943, une colonne de 200 Allemands engage le combat. Après de furieux affrontements, rapportés par le général de Gaulle dans ses Mémoires de guerre, le maquis réussit à décrocher sous la protection d’un petit groupe resté en couverture. Deux combattants patriotes sont tués, Alex, dit Baron, et Landrieux, dit Lafont. Quatre autres sont arrêtés dont Edmond Guyaux, 21 ans, étudiant en classe préparatoire et Jacques Sauvegrain, récemment admis 27e à l’École polytechnique, 22 ans. Ils sont conduits à la prison Saint-Michel de Toulouse,, quartier allemand, ils passent le 24 octobre devant le Tribunal militaire qui les condamne à mort. Le 9 novembre, ils sont fusillés à Bordelongue. Le 28 mais 1944, Marcel de Roquemaurel trouvera la mort lors du combat de La Parade en Lozère, au côté de Jean Capel, fondateur du réseau. Bernard Sevestre, sauvé de la mort par son arrestation, s'engagera dans la coloniale. Jean Brusson dans la marine, où il finira vice-amiral d'escadre, responsable du budget des armées.
En mai 1944, Jean-Pierre Vernant est dénoncé par le proviseur du lycée, M. Couissin, ainsi que par l'inspecteur général de philosophie André Bridoux. Cette dénonciation l'amène à quitter le lycée. L'administration du lycée leur a rendu honneur en nommant une des cours Guyaux-Sauvegrain et en baptisant la salle de conférence du lycée Jean-Pierre Vernant.

### Après la guerre

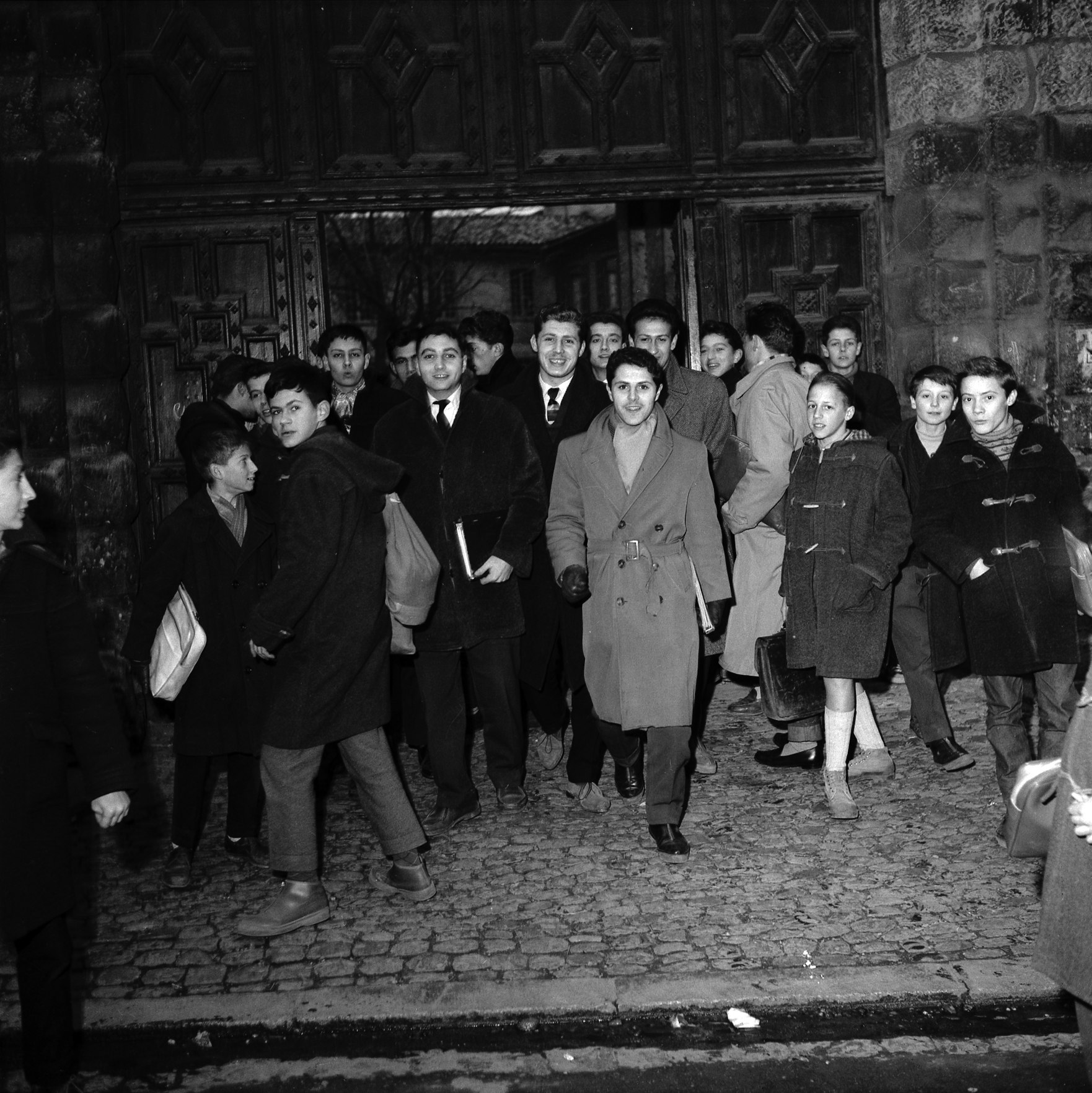
Sortie des élèves du lycée en 1957.

Dans les années 1950, le paysage éducatif toulousain évolue, principalement sous l'effet de l'augmentation des effectifs. Le collège d'enseignement technique Berthelot devient lycée en 1952, tandis que le lycée Bellevue est créé en 1957. Cette même année, le lycée de garçons de Toulouse se choisit un nom : sur proposition du maire de la ville et ancien professeur de mathématiques, Raymond Badiou, il prend le nom du célèbre mathématicien Pierre de Fermat.
En même temps, l'ensemble du lycée est fortement restructuré à partir de 1959 par l'architecte Jean Barbut, accompagné de l'architecte des Monuments historiques Sylvain Stym-Popper, chargé de la restauration du couvent des Jacobins : la plupart des constructions modernes datent de cette période. de nouveaux corps de bâtiment sont construits, tandis qu'une partie du bâtiment conventuel de 1772, qui masquait la façade de l'église des Jacobins, est démolie, afin d'agrandir le parvis des Jacobins. Pour la décoration du bâtiment est fait appel au ferronnier Raymond Subes, qui réalise les deux portes d'entrée du lycée sur le parvis des Jacobins, et aux peintres Marc Saint-Saëns et Maurice Mélat, qui réalisent les peintures sur papier du réfectoire. Les travaux s'achèvent en 1968.
Après la crise de 1968, des changements ont lieu sur le plan de la discipline et la mixité est instaurée en 1973.
À partir des années 1970, la massification de l'enseignement secondaire rend le nombre des lycées toulousains insuffisant et pousse à l'ouverture de nouveaux établissements : lycée du Mirail en 1971, lycée Jolimont en 1978, lycée des Arènes en 1991... Dans ce cadre, le lycée Pierre-de-Fermat bénéficie d'une carte scolaire favorable, puisque son secteur couvre le centre-ville, où les populations favorisées sont bien représentées, mais aussi des quartiers toulousains huppés tels que la Côte Pavée et des communes de banlieue favorisées, comme Balma. Le lycée jouit alors d'une excellente réputation. Il doit cette renommée aux bons résultats obtenus par les élèves au baccalauréat, mais aussi au nombre important d'élèves qui obtiennent des orientations sélectives après le baccalauréat (en 2010, 43 % des élèves de terminale s'orientaient en CPGE, 24 % en PCEM, 3 % en BTS, 3 % en IUT et 26 % à l'université). Cette situation a pour effet d'attirer un grand nombre d'élèves toulousains, qui cherchent à contourner la carte scolaire pour entrer au lycée Pierre-de-Fermat par dérogation,,. La principale technique utilisée est l'emploi des langues vivantes C proposées dans le lycée, et qui permettent d'obtenir une dérogation. D'autres stratégies de contournement sont parfois mises en place, telles que l'achat d'appartements à proximité du lycée Pierre-de-Fermat.
Le lycée fait cependant face à des critiques, qui portent en particulier sur l'ambiance de travail, qui serait trop tournée vers la compétition et amènerait trop de pression et une charge excessive de travail pour les élèves, dès le lycée,. Ces exigences, qui touchent particulièrement les étudiants préparationnaires, sont pointées du doigt dans la presse, en particulier à la suite de suicides ou de tentatives de suicide d'élèves en 2002 et en 2009 ; et de la chute mortelle d'une élève de la fenêtre de sa chambre à la suite de la prise de drogues en 2013.
Dans les années 2000, le lycée doit faire face à un nombre extrêmement élevé d'élèves, ce qui pose régulièrement des problèmes de sureffectifs ou de refus d'inscription d'élèves. Les projets visent d'abord à améliorer les conditions de travail et d'enseignement par la réfection des locaux. En janvier 2007, la bibliothèque, à l'étroit, est agrandie et ouverte par de grandes fenêtres sur la cour Callet. En septembre 2014, un nouveau chantier de rénovation d'un montant de 35,5 millions d'euros vise à restaurer entièrement le lycée : en 2012, le gymnase et l'internat sont remis à neuf, puis les travaux sont engagés, en septembre 2014, dans le bâtiment central du lycée, qui accueille l'administration, les réfectoires et la cuisine : les travaux devraient se poursuivre jusqu'en 2019. Parallèlement, le rectorat de Toulouse décide de réduire les effectifs du lycée en renforçant la carte scolaire et en limitant drastiquement les possibilités de dérogation. Cette politique a également pour but d'améliorer la mixité sociale à l'échelle de l'établissement et de la ville, en équilibrant le niveau des élèves du lycée Pierre-de-Fermat avec les deux autres lycées du centre-ville, Saint-Sernin et Ozenne, et en dirigeant les élèves du sud du centre-ville vers le lycée Berthelot.

## Enseignements

### Secondaire
En 2024, le lycée compte dix classes de secondes, neuf de premières et neuf de terminales générales. Il accueille environ un millier de lycéens.

#### Options et spécialités
Le lycée Pierre-de-Fermat est un lycée public d'enseignement général, ayant la réputation d'être orienté vers les sciences dures. En effet, les classes scientifiques dominent en seconde, première et terminale. Les spécialités enseignées sont :
- Histoire-géographie, géopolitique et sciences politiques
- Humanités, littérature et philosophie
- Anglais monde contemporain
- Mathématiques
- Numérique et sciences informatiques
- Physique-chimie
- Sciences de l'ingénieur
- Sciences de la vie et de la Terre
- Sciences économiques et sociales

Le lycée comporte une section OIB (option internationale du baccalauréat) italienne, appelée ESABAC, qui prépare les élèves au baccalauréat français et à son équivalent italien, l'Esame di Stato. On n'y trouve cependant pas de classes européennes.
Comme langues, le lycée propose l'anglais comme LV1, ainsi que l'espagnol, l'allemand et l'italien comme LV2. Deux LV3 dérogatoires sont proposées, hébreu et arabe littéraire. Elles sont réputées pour accueillir en grande majorité des élèves ne dépendant pas de la carte scolaire du lycée, et étant acceptés dans le lycée sur dossiers. Deux langues mortes sont aussi proposées à l'enseignement, latin et grec ancien.
De plus, le lycée abrite classes préparatoires de tout type, mais est essentiellement connu pour ses filières scientifiques (MP2I, MPSI et PCSI en 1ère année et MPI, MP, PC et PSI en 2e année) accueillant de nombreux élèves et obtenant généralement de bons résultats aux différents concours d’entrée.

#### Structure pédagogique
Structure pédagogique du lycée pour l'année 2015-2016 :
| Niveau | Nombre de classes | Nombre d’élèves |
| ------ | ----------------- | --------------- |
| 2de    | 9                 | 302             |
| 1re    | 9                 | 309             |
| Tle    | 10                | 385             |
| Total  | 31                | 998             |

#### Un classement du lycée
Le lycée se classe 5e sur 37 au niveau départemental quant à la qualité d'enseignement, et 134e au niveau national. Le classement s'établit sur trois critères : le taux de réussite au bac, la proportion d'élèves de première qui obtient le baccalauréat en ayant fait les deux dernières années de leur scolarité dans l'établissement, et la valeur ajoutée (calculée à partir de l'origine sociale des élèves, de leur âge et de leurs résultats au diplôme national du brevet). Ce classement est cependant difficile à interpréter. Il ne s'agit pas d'une appréciation portée sur le "niveau" des élèves, mais sur la faculté moyenne de l'établissement à les faire progresser. Ainsi, il est possible que des lycées aient un rang faible dans le classement, alors même que le niveau des élèves serait bien plus élevé que dans d'autres établissements.
Si l'on se réfère au taux de réussite au bac, le Lycée est classé premier lycée public de Haute Garonne (98 % de réussite) et le meilleur pourcentage d'élèves ayant obtenu le diplôme avec une mention très bien (27 %).
|                    | 2003 | 2004 | 2005 | 2006 | 2007 | 2008 | 2009 | 2010  | 2011  | 2012  | 2013  | 2014 | 2015 | 2016 | 2017 | 2018 | 2019 | 2020 | 2021 | 2022 |
| ------------------ | ---- | ---- | ---- | ---- | ---- | ---- | ---- | ----- | ----- | ----- | ----- | ---- | ---- | ---- | ---- | ---- | ---- | ---- | ---- | ---- |
| Taux d'admission   | 99   | 97   | 99   | 97   | 98   | 99   | 99,5 | 97,99 | 98,98 | 98,89 | 97,94 | 96,2 | 99   | 96   | 97   | 98   | 97   | 99   | 99   | 97   |
| Attendu académique | 93   | 92   | 93   | 94   | 94   |      |      |       |       | 98    | 98    | 99   | 99   | 98   | 98   | 98   | 98   | 99   | 100  | 99   |
| Dont mentions      |      | 71   | 76   | 87   | 78   |      |      |       |       |       |       | 75,7 | 86,5 | 77   | 75   | 72   | 68   | 83   | 80   | 80   |

#### Concours général
|                    | 2006 | 2007 | 2008 | 2009 | 2010 | 2011 | 2012 | 2013 | 2014 | 2015 | 2016 | 2017 | 2018 | 2019 | 2021 | 2022 | 2023 |
| ------------------ | ---- | ---- | ---- | ---- | ---- | ---- | ---- | ---- | ---- | ---- | ---- | ---- | ---- | ---- | ---- | ---- | ---- |
| Nombre de lauréats | 2    | 0    | 2    | 1    | 1    | 1    | 0    | 0    | 1    | 3    | 0    | 4    | 2    | 1    | 1    | 1    | 1    |

### Classes préparatoires aux grandes écoles

#### Filières
Le lycée accueille environ un millier d'étudiants « préparationnaires » en CPGE.
Il abrite des CPGE littéraires (une classe de Khâgne A/L, une classe de Chartes A et une classe de Chartes B), économiques et commerciales (deux classes d'ECS), et scientifiques (en première année une classe de MP2I, deux classes de MPSI, deux classes de PCSI, et en deuxième année une classe de MPI, une classes de MP et une classe de MP*, une classe de PC et une classe de PC*, une classe de PSI*, et deux classes de BCPST). Ses CPGE scientifiques figurent régulièrement parmi les dix meilleures au classement national du taux de réussite aux concours d’entrée aux grandes écoles.

#### Structure pédagogique
Structure pédagogique des CPGE pour l'année 2021-2022 :
| Niveau                                | Nombre de classes | Nombre d’élèves |
| ------------------------------------- | ----------------- | --------------- |
| Lettres supérieures hypokhâgne AL     | 1                 | 45              |
| Première supérieure khâgne AL         | 1                 | 33              |
| Lettres supérieures chartes 1re année | 1                 | 29              |
| Première supérieure chartes 2e année  | 1                 | 32              |
| Total                                 | 4                 | 139             |

| Niveau          | Nombre de classes | Nombre d’élèves |
| --------------- | ----------------- | --------------- |
| BCPST 1re année | 2                 | 94              |
| BCPST 2e année  | 2                 | 81              |
| MPSI            | 2                 | 95              |
| MP2I            | 1                 | 48              |
| PCSI            | 2                 | 93              |
| MP              | 2                 | 92              |
| PC              | 1                 | 34              |
| MP*             | 1                 | 45              |
| PC*             | 1                 | 34              |
| PSI*            | 1                 | 46              |
| Total           | 15                | 662             |

| Niveau        | Nombre de classes | Nombre d’élèves |
| ------------- | ----------------- | --------------- |
| ECS 1re année | 2                 | 83              |
| ECS 2         | 1                 | 38              |
| ECS 2*        | 1                 | 41              |
| Total         | 4                 | 162             |

#### Classement national des CPGE
Le classement national des classes préparatoires aux grandes écoles (CPGE) se fait en fonction du taux d'admission des élèves dans les grandes écoles.
En 2015, L'Étudiant donnait le classement suivant pour les concours de 2014 :
| Filière                                                            | Élèves admis dans une grande école | Taux d'admission | Taux moyen sur 5 ans | Classement national | Évolution sur un an |
| ------------------------------------------------------------------ | ---------------------------------- | ---------------- | -------------------- | ------------------- | ------------------- |
| ECS                                                                | 21 / 86 élèves                     | 24 %             | 24 %                 | 19e sur 95          | =                   |
| Khâgne A/L                                                         | 2 / 35 élèves                      | 6 %              | 6 %                  | 8e sur 41           | 9                   |
| MP / MP*                                                           | 29 / 113 élèves                    | 26 %             | 30 %                 | 12e sur 114         | 1                   |
| PC / PC*                                                           | 27 / 84 élèves                     | 32 %             | 30 %                 | 10e sur 110         | =                   |
| PSI / PSI*                                                         | 33 / 45 élèves                     | 73 %             | 76 %                 | 4e sur 120          | =                   |
| BCPST                                                              | 59 / 84 élèves                     | 70 %             | 63 %                 | 5e sur 53           | 1                   |
| Source : Classement 2015 des prépas - L'Étudiant 1. 2. 3. 4. 5. 6. |                                    |                  |                      |                     |                     |

## Élèves et enseignants célèbres

### Enseignants
- Laurent Avezou (né en 1972), professeur d'histoire, historien moderniste.
- Jean-Marie Arnaudiès (né en 1941), professeur de mathématiques
- Raymond Badiou (1905-1996), professeur de mathématiques, personnalité de la Résistance, maire de Toulouse (SFIO)
- Pierre Bonnassie (1932-2005), professeur d'histoire, historien médiéviste
- Étienne Borne (1907-1993), professeur de philosophie, homme politique (MRP)
- Georges Canguilhem (1904-1995), philosophe
- Léon Eeckhoutte (1911-2004), professeur de sciences naturelles, homme politique (PS)
- Maurice Faure (1922-2014), professeur d'histoire et géographie (1945-1950), résistant, ministre, député, sénateur et membre du Conseil constitutionnel
- Jean Jaurès (1859-1914), homme politique français
- Henri Jacoubet (1877-1943), professeur de littérature
- Louis Jugnet (1913-1973), philosophe et professeur de philosophie
- André Lagarde (1912-2001), professeur de lettres, auteur d’ouvrages scolaires avec Laurent Michard
- Yves Le Pestipon (né en 1956), professeur de lettres, écrivain et poète
- Émile Mâle (1862-1954), professeur de lettres, historien d’art.
- Jean-François Mattéi (1941-2014), professeur de philosophie grecque et de philosophie politique
- Louis Jugnet (1913-1973), professeur de philosophie
- Laurent Michard (1915-1984), professeur de lettres, auteur d’ouvrages scolaires avec André Lagarde
- Jean-Pierre Vernant (1914-2007), professeur de philosophie, spécialiste de la Grèce antique, héros de la Résistance. La salle de conférence du lycée porte son nom.